# Krokowo (powiat olsztyński)
Krokowo – wieś warmińska w Polsce położona w województwie warmińsko-mazurskim, w powiecie olsztyńskim, w gminie Jeziorany.
W latach 1975–1998 miejscowość należała administracyjnie do województwa olsztyńskiego.  Wieś znajduje się w historycznym regionie Warmia.

W przeszłości wieś znajdowała się na terenie powiatu reszelskiego, a później powiatu biskupieckiego.
Krokowo położone jest przy drodze biegnącej z Jezioran do Dobrego Miasta.

## Historia
Pierwotna lokacja wsi, której zasadźcą był Prus Lycoytin nie powiodła się. Wieś ponownie lokowana była 1 czerwca 1350 przez kustosza kapituły warmińskiej i wójta biskupiego Lupolda von Erlen. Zasadźcami wsi byli Jan z Rudzisk i Markward. Wieś została zniszczona w czasie wojny polsko-krzyżackiej 1519–1521. We wsi 53 włóki czynszowe (wszystkie) leżały odłogiem. W roku 1566 wieś nie była jeszcze w pełni zagospodarowana. Wówczas na prośbę sołtysa Marcina Romanusa odnowiono akt lokacyjny wsi, co pozwalało nowym osadnikom uzyskać ośmioletni okresu wolnizny. Od 1574 r. byli zobowiązani płacić czynsz w wysokości 1 grzywny i w naturze dwie kury od włóki.
W roku 1597 przywilej na założenie we wsi karczmy otrzymał Jakub Skibowski, a rok później przywilej na założenie młyna wodnego uzyskał Tomasz Ciborzyk.
We wsi znajduje się kaplica pw. św. Marii Magdaleny zbudowana w 1914 r. na miejscu starszej. 
Szkoła powszechna w Krokowie w roku 1935 miała trzech nauczycieli i 110 uczniów. Obecnie szkoła została zamieniona na budynek mieszkalny.

## Demografia
W roku 1783 we wsi było 49 domów mieszkalnych. Liczba mieszkańców: w roku 1820 – 300 osób, w 1848 – 473, w 1939 – 535.